# 세계 간염의 날

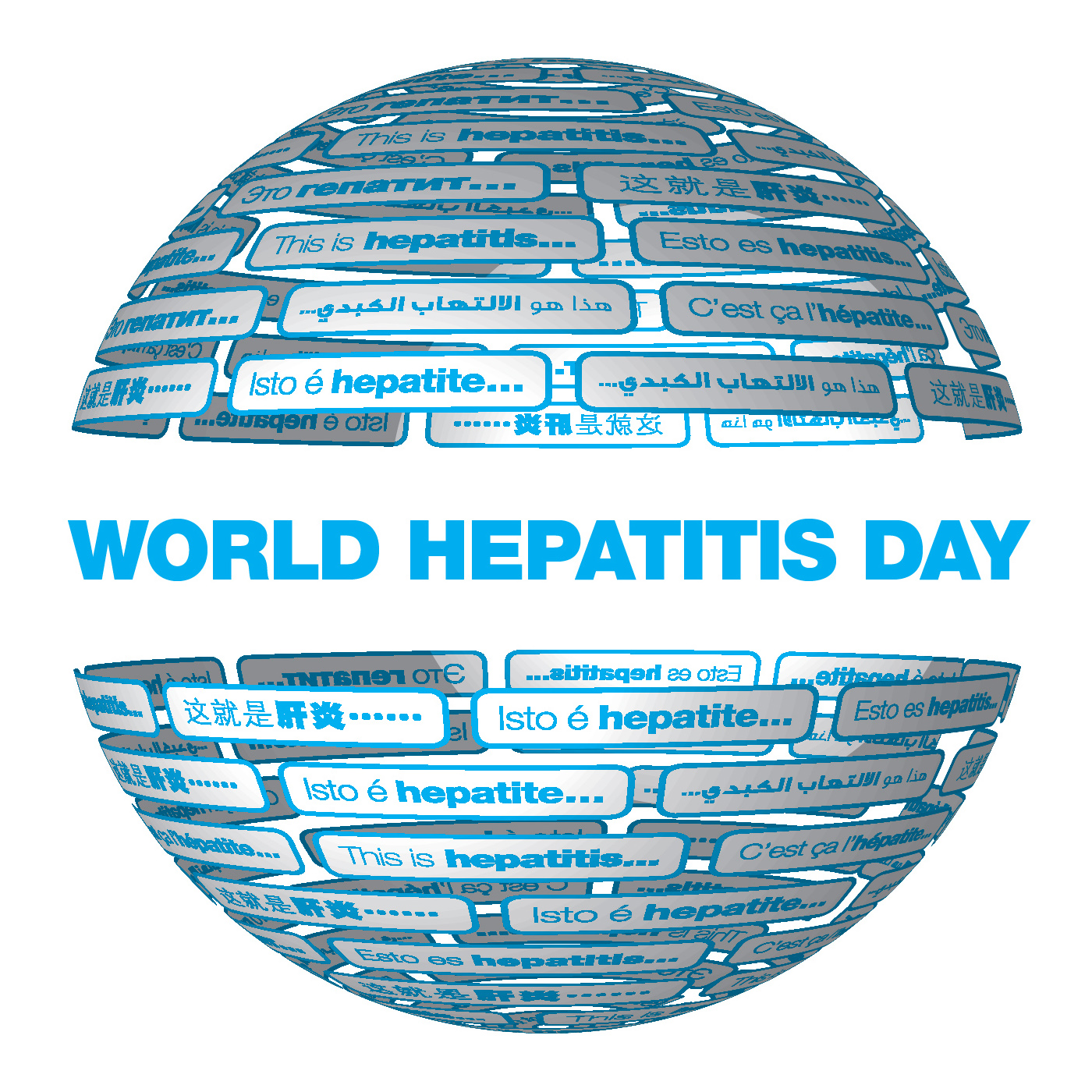
로고

세계 간염의 날(영어: World Hepatitis Day)은 간염의 세계적인 인식을 높이고 예방 · 검사 · 치료를 촉진하는 것을 목적으로 한 국제 기념일로, 매년 7월 28일이다.